# Jirza Hermosilla
Jirza Damaris Hermosilla Lapostol ist eine chilenische Biathletin.
Jirza Hermosilla trat erstmals bei den Biathlon-Südamerikameisterschaften 2012 international in Erscheinung. Bei den als Rennserie durchgeführten kontinentalen Meisterschaften belegte sie in Portillo sechste Plätze im Massenstart und im Sprint und liegt damit zur Hälfte der Meisterschaftsserie ebenfalls auf dem sechsten Rang der Gesamtwertung.